# Senarclens-Grancy (Adelsgeschlecht)

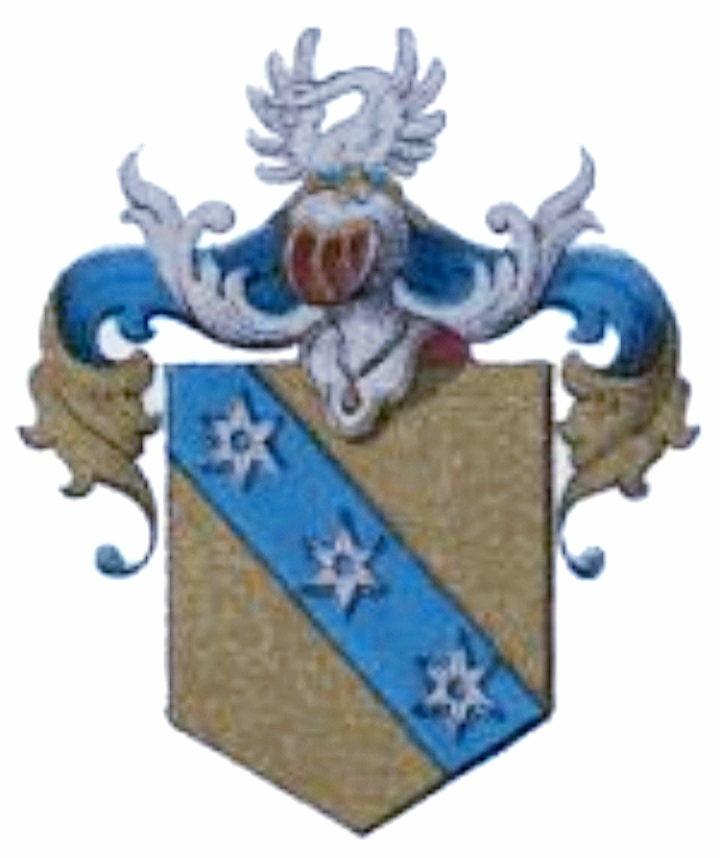
Stammwappen derer de Senarclens

Senarclens-Grancy ist der Name eines waadtländischen Uradelsgeschlechtes.

## Geschichte
Die Stammreihe der Senarclens-Grancy beginnt mit Henri de Senarclens um 1300. Um 1450 erfolgte die Ererbung von Grancy bei Cossonay durch Guillaume de Senarclens. Das Geschlecht zerfällt in zwei Linien:

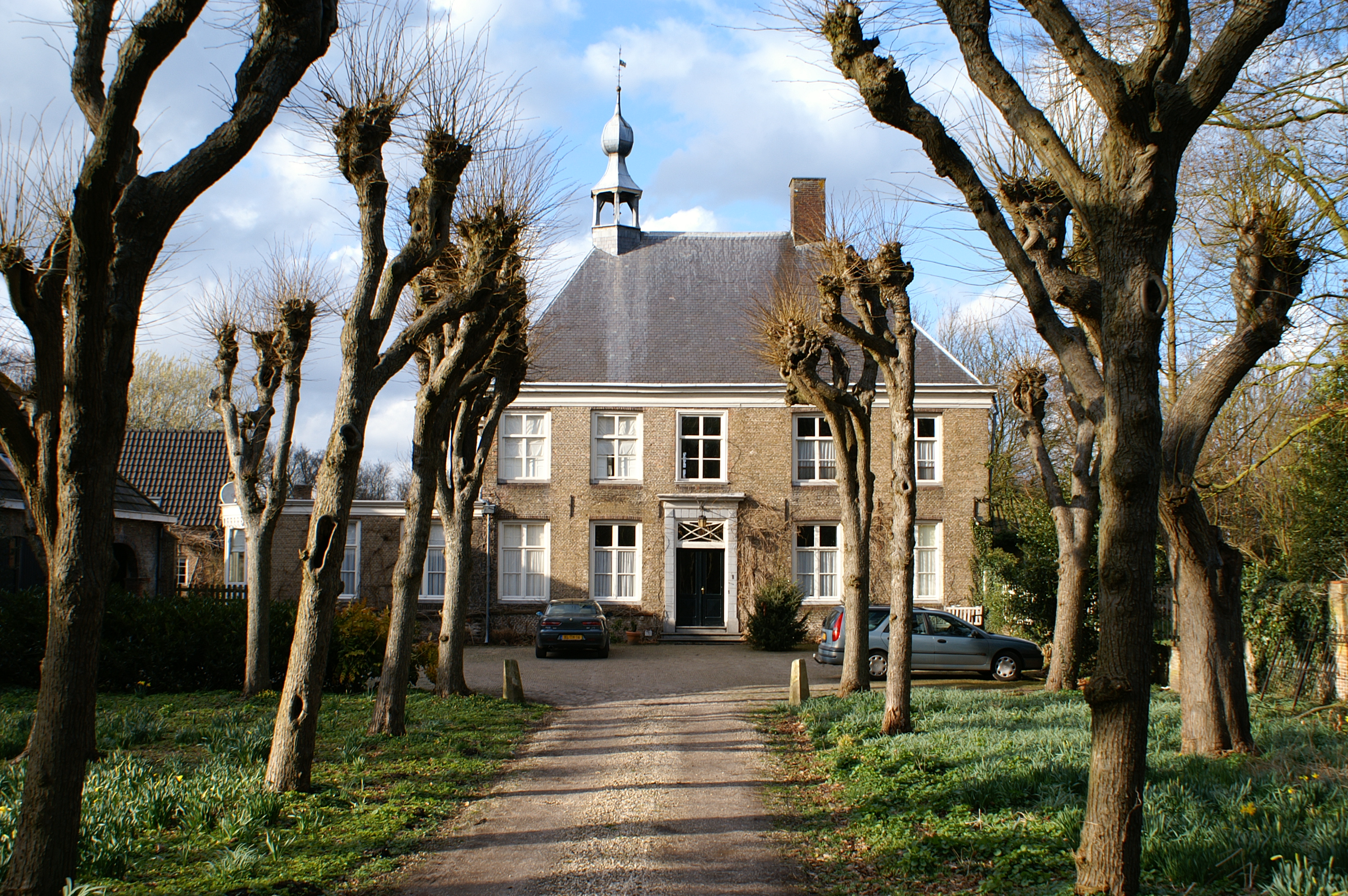
Landhaus Haanwijk

Die ältere Linie wurde (in der Person von Onno Adolphe Willem de Senarclens de Grancy auf Haanwijk) im August 1814 in die Ritterschaft von Nordbrabant aufgenommen und empfing im Juni 1822 ein niederländisches Baronat, in primogenitur vererblich.
Die jüngere Linie erhielt die großherzogliche Anerkennung der Berechtigung zur Führung des Freiherrntitels durch ein Ministerreskript in Darmstadt vom 27. Oktober 1857 (für Emil Senarclens von Grancy, Leutnant im Infanterieregiment 54) bzw. Darmstadt 14. April 1880 (für die Brüder Ludwig, Großherzoglich hessischer Kreisgerichtsassesor in Alzey, nachmalig Provinzdirektor, und Albert Freiherr von Senarclens-Grancy, nachmalig Großherzoglich hessischer Kammerherr und Königlich Preußischer Generalmajor und Generaladjudant des Großherzogs von Hessen).

## Wappen
In Gold ein mit drei silbernen (goldenen) Spornrädern belegter blauer Schrägrechtsbalken, auf dem Helm mit blau-goldenen (-silbernen) Decken ein wachsender flugbereiter, goldbewehrter silberner Schwan; Schildhalter sind zwei silberne Schwäne (niederländische Linie) bzw. widersehende goldene Greife; Wahlspruch: Sans décliner.

## Bekannte Vertreter
- Adolf von Senarclens-Grancy (1805–1863), hessischer Diplomat und Generalmajor
- Albert Freiherr von Senarclens-Grancy (1847–1901), deutscher Generalmajor
- Alexander Freiherr von Senarclens-Grancy (1880–1964), kaiserlicher Offizier und Diplomat
- August Ludwig von Senarclens-Grancy (1794–1871), hessischer Kammerherr und Generalmajor, eventueller "illegitimer" Stammherr der Familie Battenberg/Mountbatten
- Ludwig von Senarclens-Grancy (1839–1910), hessischer Kreisrat und Direktor der Provinz Starkenburg, Präsident des Kunstvereins für das Großherzogtum Hessen
- Walter Senarclens de Grancy (1907–1982), Geologe und Lehrer an Höheren Schulen
- Christine de Grancy (1942–2025), österreichische Fotografin